# Revista Argentina de Teoría Jurídica
La Revista Argentina de Teoría Jurídica fue fundada en 1999 como una publicación electrónica semestral. Los artículos publicados son principalmente de ensayos de filosofía jurídica, moral y política y de análisis económico del derecho. También incluye, análisis teórico de la jurisprudencia, notas y reseñas bibliográficas.
La revista en formato digital se publica en junio y noviembre de cada año, de forma gratuita. Ésta publicación también incluye una edición impresa.
El proceso de edición de la misma se encuentra a cargo de los alumnos de la carrera de Abogacía de la Universidad y, la dirección y coordinación a cargo de los profesores.